# Flughafen Syracuse Hancock International

i7
i11
i13

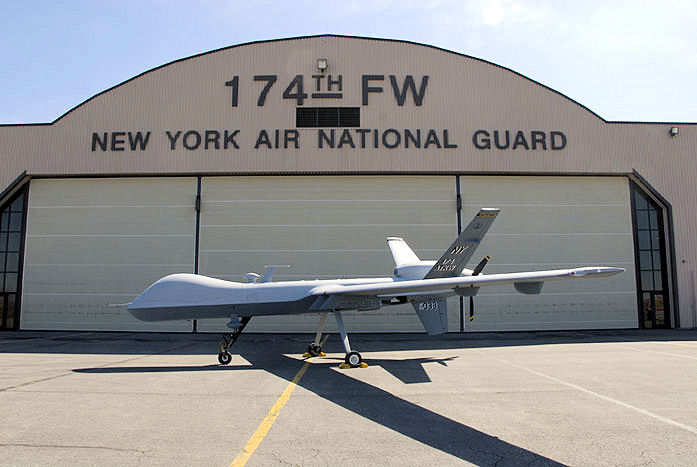
MQ-9 Drohne der Luftstreitkräfte

Der Syracuse Hancock International Airport (IATA-Code: SYR, ICAO-Code: KSYR) ist der Verkehrsflughafen der amerikanischen Großstadt Syracuse im US-Bundesstaat New York. Das US-Militär nutzt ebenfalls einen Teil des Geländes und bezeichnet es als Hancock Field Air National Guard Base.

## Lage und Verkehrsanbindung
Der Syracuse Hancock International Airport liegt acht Kilometer nordöstlich des Stadtzentrums von Syracuse. Die Interstate 81 und der U.S. Highway 11 verlaufen westlich des Flughafens. Außerdem verläuft die Interstate 90 rund einen Kilometer südlich des Flughafens. Der Syracuse Hancock International Airport ist nicht in den öffentlichen Personennahverkehr eingebunden, Fluggäste müssen auf Mietwagen, Taxis und ähnliche Angebote zurückgreifen.

## Geschichte

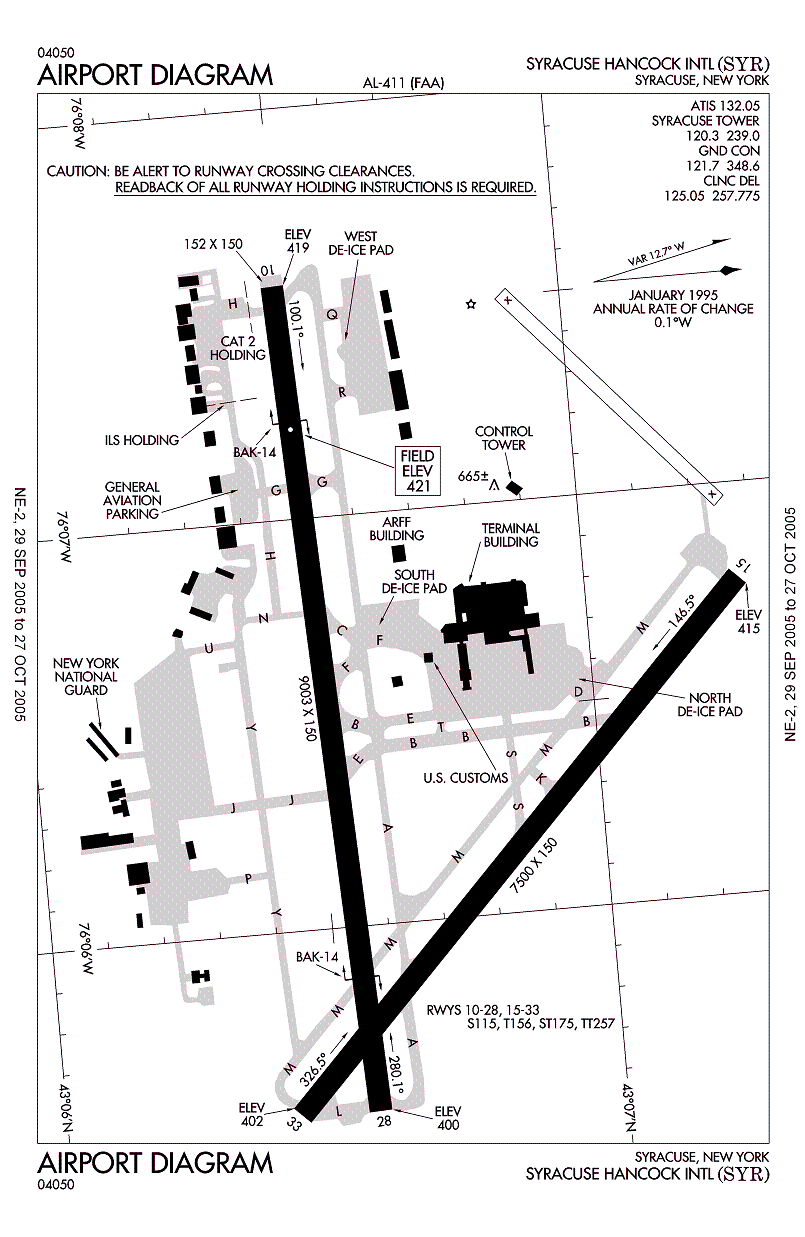
Flughafendiagramm

### Vorgeschichte
Der erste Flughafen von Syracuse entstand aufgrund einer Initiative von Charles Hanna, einem Piloten des Ersten Weltkriegs. Bei der Auswahl der Standortes im Jahr 1927 entschied sich die Stadt Syracuse für das westlich der Stadt in Camillus gelegene Old Hinsdale Field. Dieses war bereits Vorjahr für 50 Tausend USD gekauft worden. Im Jahr 1928 wurde erstmals Luftpost über den Flughafen angeliefert. In den 1930er Jahren kamen dafür vor allem Ford Trimotor zum Einsatz.

### Errichtung des Flughafens
Am 31. Dezember 1941, 24 Tage nach dem Angriff auf Pearl Harbor, autorisierte die Führung des United States Army Air Corps den Bau eines Militärflugplatzes nördlich von Syracuse. 1942 wurden für 16 Millionen USD drei Start- und Landebahnen mit einer Länge von jeweils 5.500 Fuß beziehungsweise 1.676 Meter in einer Dreiecksform errichtet. Auf der nach der nächstgelegenen Ortschaft als Mattydale Bomber Base bezeichneten Basis wurden Piloten für die Boeing B-17 und die Consolidated B-24 ausgebildet. An den gleichen Bombertypen wurden auch Reparaturen durchgeführt. 
Am 22. Juli 1946 übernahm die Stadt Syracuse die Kontrolle über die Mattydale Bomber Base. Zwei Jahre später wurde der Flughafen zu einem kommerziellen Flughafen umgewidmet. Die offizielle Eröffnung des zivilen Clarence E. Hancock Airport fand am 17. September 1949 statt. Zu Beginn wurde eine am südwestlichen Ende des Flughafens gelegene Werkstatt nach einer Renovierung als Flughafenterminal genutzt. Der Eröffnungsflug wurde zwei Tage später von Colonial Airlines durchgeführt. Die am südöstlichen Ende des Flughafens gelegenen Einrichtungen werden seit der Umwidmung von der New York Air National Guard als Hancock Field Air National Guard Base parallel militärisch genutzt.
Um einen schnellen Zugang zur geplanten Interstate 81 zu erhalten, wurde im Zentrum der drei Start- und Landebahnen ein neues Passagierterminal errichtet und 1962 eröffnet. Dadurch wurde die nordwestliche Start- und Landebahn 06/24 verkürzt, mittlerweile ist sie komplett geschlossen. Im Jahr 1970 erhielt der Flughafen von der ICAO die Zulassung für die Abfertigung von internationalen Flügen. Daher wurde die Bezeichnung in Syracuse Hancock International Airport geändert.

## Fluggesellschaften und Ziele
Der Syracuse Hancock International Airport wird von Allegiant Air, American Airlines/American Eagle, Delta Air Lines/Delta Connection, Frontier Airlines, Jetblue Airways und United Airlines/United Express genutzt. Es werden 24 ausschließlich in den Vereinigten Staaten gelegene Ziele angeflogen, darunter vor allem die Drehkreuze der einzelnen Fluggesellschaften.

## Verkehrszahlen

### Verkehrsreichste Strecken
| Rang | Stadt                                 | Passagiere | Fluggesellschaften                                       |
| ---- | ------------------------------------- | ---------- | -------------------------------------------------------- |
| 01   | Chicago–O’Hare, Illinois              | 182.780    | American/American Eagle, Frontier, United/United Express |
| 02   | Atlanta, Georgia                      | 139.280    | Delta                                                    |
| 03   | Charlotte, North Carolina             | 120.560    | American/American Eagle                                  |
| 04   | New York–JFK, New York                | 102.950    | JetBlue, Delta Connection                                |
| 05   | Philadelphia, Pennsylvania            | 078.390    | American Eagle                                           |
| 06   | Detroit, Michigan                     | 074.300    | Delta/Delta Connection                                   |
| 07   | Newark, New Jersey                    | 058.840    | United Express                                           |
| 08   | New York–LaGuardia, New York          | 054.780    | Delta Connection                                         |
| 09   | Washington–National, Washington, D.C. | 053.900    | American Eagle                                           |
| 10   | Orlando, Florida                      | 051.390    | Allegiant, Frontier, JetBlue                             |

## Zwischenfälle
- Am 19. September 1944 wurde eine Curtiss C-46A-45-CU Commando der United States Army Air Forces (USAAF) (Luftfahrzeugkennzeichen 42-107397) 19 Kilometer nordnordwestlich von Speculator, New York in einer Höhe von 975 Metern in die Flanke des Blue Ridge Mountain geflogen. Das Wrack wurde erst im August 1945 gefunden. Start- und Zielort des Trainingsfluges war die Syracuse Army Air Base. Durch diesen CFIT (Controlled flight into terrain) wurden alle 3 Besatzungsmitglieder getötet.[8]

- Am 5. Oktober 2015 musste ein Airbus A320 der American Airlines auf dem Flughafen Syracuse notlanden, nachdem der Kapitän während des Fluges verstorben war. Der Airbus war mit 147 Passagieren und 5 Crewmitgliedern an Bord auf dem Weg von Phoenix nach Boston. Der Erste Offizier konnte die Maschine sicher landen. Nach einem Crewwechsel wurde der Flug fortgesetzt.[9]